# Casa Francesc Barba i Joan Tuset
La Casa Francesc Barba i Joan Tuset és una obra racionalista de Tarragona protegida com a Bé Cultural d'Interès Local.

## Descripció
Edifici en cantonada construït per l'arquitecte Francesc Barba i Masip el gener de 1864. Els promotors van ésser el mateix Barba i Masip i el mestre d'obres Juan Tuset Malet. Consta d'una paret mitgera i tres façanes. Les dues principals donen al carrers Unió i Governador González i la tercera al pati interior. Ocupa un solar molt regular que permet obrir fins a quatre obertures al carrer de la Unió i fins a vuit al carrer Governador González.
Edifici de planta baixa, entreplanta i tres pisos. Les façanes principals segueixen uns eixos verticals marcats per l'ordenació dels buits. A la banda del carrer de la Unió són tres eixos, el central més ample amb dos balcons. Hi ha un clar interès de recalcar la
importància del pis principal amb la col·locació d'un balcó seguit que agafa les dues obertures. A la banda del carrer de Governador González també hi ha tres eixos verticals definits per la sèrie dels balcons, però en aquest cas el balcó seguit que agafa dues obertures està emmarcat per dues finestres. Cal destacar l'interès per definir un alçat simètric amb la incorporació de falses arquitectures. Horitzontalment s'ha dividit cadascuna de les altures amb la ubicació d'una cornisa a l'altura dels forjats. Coronat per una cornisa amb mènsules i un ampit que uneix ambdós alçats.
Edifici construït amb pedra els baixos de la banda del carrer de la Unió, cantonada i balcons (llindes i emmarcs). Destaca l'ornamentació de la façana amb la incorporació de plafons decoratius a les finestres i també en el treball de la pedra, sobretot dels trencaaigües a la banda del carrer de la Unió, i del ferro dels barrots dels balcons.
Tot l'interès de la construcció rau en el caire historicista i eclèctic de la seva decoració. Construcció de primera fila, ja que fou dissenyada i promoguda per l'arquitecte provincial. Perfecta integració amb la resta de alçats del carrer de la Unió.

## Història
Antigament, als baixos, hi havia la farmàcia Sanromà d'estil racionalista. El dissenyador va intervenir fins i tot a la decoració interior i el mobiliari.